# Proteasa fúngica
La proteasa fungica es una mezcla de enzimas procedente del hongo Aspergillus oryzae (hongo usado en la cocina japonesa). Actúa principalmente en el gluten de la harina.

## Función
Esta proteasa es mayormente utilizada en el sector harinero, ya que este sector necesita harinas que tengan P/L altos y glútenes fuertes y poco extensibles. Juega un importante papel en la hidrólisis suave sobre el gluten, afectando parámetros alveográficos: bajando la fuerza, la tenacidad y aumentando la extensibilidad.
Las proteasas fúngicas reducen el tiempo de amasado puesto que en presencia de las proteasas fúngicas no se forman los puentes de disulfuro haciendo que la masa oponga menos resistencia. Las proteasas cuando rompen los enlaces de disulfuro de las cadenas peptídicas que son responsables de la dureza, proporcionan estabilidad, relajan la masa haciéndola más dócil y de esta forma favorece la retención gaseosa, proporcionando un aumento del volumen del pan.

## Presencia de proteasas en el pan
Existen varias causas por las que se pueden encontrar proteasas en la harina: la primera causa es propia de la harina, debido a que forman parte del grano. La segunda razón es que pueden ser agregadas a la harina, son proteasas comerciales de origen fúngico. Y la tercera causa es que algunos insectos, como los son el garrapatillo (género, Aelia) o sampedrito (género, Eurygaster) que periódicamente atacan al trigo las añaden de modo indirecto.

## Clases de proteasas fúngicas

### Proteasa fúngica concentrada
Es una enzima derivada del Aspergillus oryzae a 500,000 HUT/gramo. Se encuentra compuesta por proteasas ácidas y neutras. Tiene un costo moderado para la hidrólisis de proteínas en general. Posee un rango de pH de trabajo entre un intervalo de 3.0 y 6.0. Presenta un rango de temperatura para un óptimo trabajo hasta 50 °C para el trabajo.

### Proteasa fúngica 400
Es una enzima derivada del Aspergillus oryzae a 400,000 HUT/gramo. Se encuentra compuesta por proteasas ácidas, neutras y algunas alcalinas. Más alta en aminopeptidasas y otras peptidasas ácido-estables. Posee un rango de pH de 5.0 a 11.0 con niveles óptimos de 7.0 y 11.0. Presenta un rango de temperatura para un óptimo trabajo hasta 60 °C.

### Proteasa fúngica 100
Es una enzima derivada del Aspergillus oryzae a 100,000 HUT/gramo. Es una preparación de proteasa fúngica que presenta el nivel más alto de LAP y GTG-asa relativas a la actividad HUT. Posee un rango de pH efectivo en un intervalo de 6.0 a 9.0 para las endoproteasas y la leucina aminopeptidasa. Presenta un rango de temperatura para un trabajo óptimo hasta 60 °C.

### Proteasa fúngica ácida
Es una enzima derivada del Aspergillus Niger con 1100 MCU/mg, se encuentra compuesta de proteasas principalmente ácido-estables, estas posee un rango óptimo de pH en un intervalo de 2.5 a 4.5. Esta proteasa se inactivada a temperaturas aproximadas a los 65 °C.